# اقبال (فیلم)
اقبال (به هندی: Iqbal) فیلمی محصول سال ۲۰۰۵ و به کارگردانی ناگش کوکونور است. در این فیلم بازیگرانی همچون نصیرالدین شاه، شریاس تالپاده، گیریش کارناد، یاتین کاریکار، پراتکشا لونکار، شویتا باسو پراساد ایفای نقش کرده‌اند.